# Меловка (приток Убли)
Меловка (Мелавка) — река в России, протекает по Воронежской и Курской областям. Устье реки находится в 39 км от устья Убли по левому берегу. Длина реки составляет 29 км, площадь водосборного бассейна — 336 км².
Основной приток — Ржавчик, впадает справа вблизи устья.

## Данные водного реестра
По данным государственного водного реестра России относится к Донскому бассейновому округу, водохозяйственный участок реки — Оскол ниже Старооскольского гидроузла до границы РФ с Украиной, речной подбассейн реки — Северский Донец (российская часть бассейна). Речной бассейн реки — Дон (российская часть бассейна).
Код объекта в государственном водном реестре — 05010400312107000011813.